# 누군가를 위해서 -What can I do for someone?-
〈누군가를 위해서 -What can I do for someone?-〈디지털 싱글 한정 채리티 송〉〉(誰かのために -What can I do for someone?-<配信限定チャリティソング>)은 일본의 아이돌 AKB48의 디지털 싱글이다. 2011년 4월 1일에 공개되었다.

## 개요
벨소리, 벨소리 풀, 착신음 폴리스 제한적 전달이며, 레코 쵸크의해 선행 전달된 나중에 iTunes 스토어나 more등의 PC전달 사이트에서도 전달됐다.
전작은 「벛꽃나무가 되자」이 20th 싱글 2011년 5월 25일 발매로 다음 작품인「Everyday, 카추샤」사 21th 싱글이라는 취급에 대한뿐만 아니라 전달 한정했다 약곡 「Baby! Baby! Baby!」와 달리 이 작품은 AKB48의 싱글 릴리스의 일련 번호는 포함하지 않는다.
2011년 3월 26일, AKB48멤버 12명이 제3회 오키나와 국제 영화제에 뛰어 들어 참가 라이브를 실시했을 때의 2곡으로 곡을 선보여 2주 전에 2011년 도호쿠 지방 태평양 해역 지진을 받아, AKB48로 시작했다.

## 수록곡

### 냅스터
전체 작사: 아키모토 야스시
| #  | 제목                                                                           | 작곡              | 재생 시간 |
| -- | ------------------------------------------------------------------------------ | ----------------- | --------- |
| 1. | 〈누군가를 위해서 -What can I do for someone?-〈디지털 싱글 한정 채리티 송〉〉 | 이노우에 요시마사 |           |

## 선발 멤버
소속 팀은 출시 시점
●은 오키나와 국제 영화제를 포함한 미디어 출연시에 참여하고 있지만, 비디오 클립 영상으로 녹화 참여가 확인할 수 없는 멤버이다. ○반대로 녹음에 참여 확인할 수 있지만, 미디어 출연이없는 회원이다.
공식적으로 발표 된 선발 멤버가 아닌 AKB48 전 멤버가 녹음에 참여했을 가능성이었다.
- AKB48:코지마 하루나, 사시하라 리노, 시노다 마리코, 타카죠 아키, 다카하시 미나미, 마에다 아쓰코, 아키모토 사야카, 이타노 토모미, 오오시마 유코, 니토 모에노, 미네기시 미나미, 미야자와 사에, 요코야마 유이, 이시다 하루카, 카사이 토모미, 카시와기 유키, 키타하라 리에, 코모리 미카, 와타나베 마유
- SKE48:마츠이 쥬리나, 마츠이 레나

## 같이 보기
- 「누구를 위해」프로젝트